# Ervin Szerelemhegyi
Ervin Tivadar István Szerelemhegyi (ur. 23 marca 1891 w Budapeszcie, zm. 3 października 1969 tamże) – węgierski lekkoatleta specjalizujący się w biegach sprinterskich.
Szerelemhegyi reprezentował Królestwo Węgier podczas V Letnich Igrzyskach Olimpijskich w 1912 roku w Sztokholmie, gdzie wystartował w czterech konkurencjach. W biegu na 100 metrów z nieznanym czasem zajął w swoim biegu eliminacyjnym czwarte miejsce i odpadł z dalszej rywalizacji. W biegu na 200 metrów Węgier z nieznanym czasem ponownie zajął czwarte, nie premiowane awansem miejsce w swoim biegu eliminacyjnym. W biegu na 400 metrów z nieznanym czasem zajął drugie miejsce w swoim biegu eliminacyjnym i awansował do półfinału. W fazie półfinałowej zajął w biegu czwartym zajął trzecie miejsce i odpadł z rywalizacji. W sztafecie czterystumetrowców Szerelemhegyi biegł na pierwszej zmianie. Ekipa węgierska odpadła w fazie eliminacyjnej.
Reprezentował barwy budapesztańskiego klubu MAC.

## Rekordy życiowe
- bieg na 100 metrów – 11,0 (1914)
- bieg na 200 metrów – 22,4 (1914)
- bieg na 400 metrów – 51,4 (1916)